# トップスピン

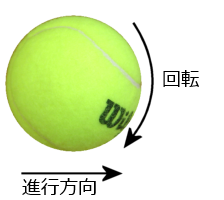
トップスピン

トップスピン（英: topspin）とは球技において、ボールにかけられる回転の一種である。順回転、つまり進行方向に対してボールの前方が下に、後方が上に動くような回転を指す。

## 概要

マグヌス効果によるボールに生じる力F。vは流速。

トップスピンのかかったボールは、入射角よりも浅い角度でバウンドする。

トップスピンを与えられたボールには大きく分けて2つの効果があり、様々な球技においてこれらの効果が利用されている。
- ボールが空中を進むとマグヌス効果により下向きの力を受け、ボールの進行方向が変化する。
- トップスピンを与えられたボールが面上を進むと摩擦力により進行方向への推進力が生まれる。

## 競技ごとの特徴

### テニス
基本的なストロークで打球した場合トップスピンの打球となる。これは打球の際にラケットがボールを下から上に擦り上げる動きをするためである。また、意図的に強いトップスピンをかけることもある。強いトップスピンのかかった打球はボールがより早く沈み込むため、強い打球でもアウトになりにくい性質がある。またボールがバウンドすると、瞬間的に推進力が生まれるためボールが加速する。これは「ボールが伸びる」と表現される。トップスピンに長けたプレイヤーとしては、ラファエル・ナダルなどが挙げられる。
また、テニスのサーブには主に「フラットサーブ」「スライスサーブ」「キックサーブ」の三種類のサーブがあり、通常このすべてにトップスピン成分が含まれる。「フラットサーブ」は速度を重視、「スライスサーブ」はサイドスピン成分を重視、「キックサーブ」はトップスピンを重視したサーブとなる。「キックサーブ」は別名「トップスピンサーブ」とも呼称される。

### 卓球

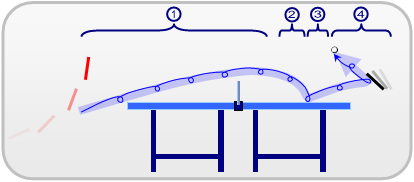
卓球におけるトップスピン。自然な放物線ではアウトになる軌跡でも、トップスピンによって沈み込む。

卓球では一般に上回転 (中国語: 上旋球, 拼音: shàng xuàn qiú)と呼ばれる。テニスと同様に、基本的なストロークで打球した場合ラケットがボールを擦り上げるためトップスピンの打球となる。また、意図的に強いトップスピンをかけた打球はドライブと呼ばれる。ドライブはボールがより早く沈み込むため、強い打球でもアウトになりにくい性質がある。

### バレーボール
バレーボールにおいてはサービスやスパイクなど、強いボールを片手の手のひらを使って肩越しに打つ場合にトップスピンが見られる。これによりテニスや卓球と同様に強い打球でもアウトになりにくくなる。

### 野球
投手の投球において、カーブボールはトップスピンをかけることを目的とした球種であり、山なりの弧を描く軌道となる。また、サイドスローやアンダースローの投手は、シンカーにトップスピン成分が含まれることがある。

### サッカー
フリーキックにおいて、トップスピンのシュートをする場合がある。足の甲でボールを下から上に擦り上げるように蹴ることでトップスピンをかけることができる。これによりボールが急激に落下するため、手前に並んだ相手チーム選手の頭上を越えながらゴールに入る弾道のボールを蹴ることができる。

### ビリヤード
ビリヤードはボールが常に台と接している競技であるため、ボールが空中を飛ぶ上述のスポーツとはトップスピンの意味合いが大きく異なる。ビリヤードにおけるトップスピンはフォローショット（押し玉、押し球）と呼ばれる。手玉が的玉に当たったあとトップスピンのもたらす推進力により、進行方向前方寄りに手玉が転がるショットである。